# Pima County
Pima County är ett county och ligger i södra delen av delstaten Arizona i USA.  Enligt folkräkningen år 2010 var countyts folkmängd 980 263. Den administrativa huvudorten (county seat) är Tucson. 
Saguaro nationalpark och Organ Pipe Cactus nationalmonument ligger i countyt, liksom Davis-Monthan Air Force Base. 

## Geografi
Enligt United States Census Bureau har countyt en total area på 23 799 km². 23 792 km² av den arean är land och 7 km² är vatten.

### Angränsande countyn
- Yuma County - väst
- Maricopa County - nord
- Pinal County - nord
- Graham County - nordöst
- Cochise County - öst
- Santa Cruz County - sydöst
- gränsar till Mexiko i syd